# Vuela, vuela
Vuela, vuela es el quinto álbum de estudio publicado por el grupo musical juvenil mexicano Magneto. La placa discográfica fue publicada por Epic y lanzado al mercado internacional por los sellos discográficos Sony Discos, Columbia Records y CBS el 24 de septiembre de 1991.

## Producción
Fue grabado entre los meses de enero y febrero de 1991 en los estudios Track y la mezcla fue realizada en Musigrama. Basada en la canción francesa Voyage voyage de 1986 de la cantante Desireless. Mientras que la masterización fue hecha en DADC, una empresa del grupo Sony. La producción estuvo a cargo de Alberto Estébanez, quien trabajo con artistas como El Dúo Dinámico, Paloma San Basilio, Julio Iglesias y Bryan Ferry.
Las letras de las canciones que integrarón el álbum fueron escritas por Mikel Herzog, Dominique Dubois, Alfonso Sáinz, Cristóbal Sansano, José Manuel Navarro, Carlos Lara y la adaptación de Let It Be Me (Je T' Appartiens) Reza Por Mi estuvo a cargo de Luis Gómez Escolar (el mismo que estuvo a cargo de las adaptaciones en español del disco Baladas en Español del dúo sueco Roxette)
Según el sitio Discogs el trabajo discográfico tiene al menos 28 versiones entre los formatos LP, LP Picture Special Edition (vinilo impreso con imagen), CD y Casete distrubidas en México, Costa Rica, Colombia, Venezuela, Ecuador, Perú, Bolivia, Chile, Argentina, USA y España. En este último país se ha certificado como disco de oro por la venta de 50 mil placas. En el caso de Colombia, el LP Picture Special Edition (vinilo impreso con imagen) fue editado con el título Magneto. Mismo caso para Venezuela donde también el disco salió editado con el título homónimo.

## Repercusión y premios
Vuela, vuela tuvo sobre sus espaldas el tener como predecesor al disco 40 grados. La anterior producción publicada en el año 1989 catapultó internacionalmente a la banda mexicana. Y fue objetivo de los productores el obtener mejores resultados con este disco. Para ello, y en contrario de lo que opinaban los integrantes de la banda que deseaban canciones inéditas, incluyeron una adaptación al español del éxito francés Voyage, voyage un hit que hiciera famosa la cantante pop Desireless en el año 1986. La canción «Vuela, vuela», sencillo que da nombre al disco, contribuyó con su éxito a que llegaran a España. 
Gracias a este disco, lograron disco de Diamante en Chile, y su participación el 12 de febrero de 1992, en el XXXIII Festival Internacional de la Canción de Viña del Mar Esa noche interpretaron para la audiencia de la Quinta Vergara las canciones 40 grados, Para siempre, Un popurrí, Tu mejor amigo y Vuela, vuela. Esa noche lograron como reconocimiento La Antorcha de Plata.
Por las ventas obtenidas, Vuela, vuela logró diversas certificaciones de disco de Oro, Platino y Diamante:
- Estados Unidos disco de platino.
- Guatemala disco de platino.
- Panamá disco de platino.
- Honduras disco de platino.
- Nicaragua disco de platino.
- El Salvador disco de platino.
- Perú disco doble de platino.
- Chile disco doble de platino.
- Colombia disco de oro.
- Ecuador disco de oro.
- Bolivia disco de oro.
- Argentina disco de oro.
- Uruguay disco de oro.
- Paraguay disco de oro.
- España disco de oro.
- Paraguay disco de oro.
- México disco de diamante.

En el año 2018, la revista Billboard incluyó a la canción «Vuela, vuela» en el puesto n.° 72, dentro de las 100 canciones de Boys Band más grandes de todos los tiempos, elogiándola de modo tal, que la consideró mucho más energica y transportadora que la canción original.

## Los sencillos
Los sencillos promocionales del disco fueron cinco:
Sencillos de Vuela, vuela

1. Vuela, vuela
Publicado: Publicado: 29 de julio de 1991
2. Para siempre
Publicado: 18 de noviembre de 1991
3. Déjame estar a tu lado
Publicado: 6 de enero de 1992
4. La puerta del colegio
Publicado: 30 de marzo de 1992
5. Mira, mira, mira
Publicado: 8 de junio de 1992
6. Reza por mí
Publicado: 3 de agosto de 1992

## Canciones
| Vuela, vuela |                                                 |                                                                          |          |  |
| N.º          | Título                                          | Escritor(es)                                                             | Duración |  |
| 1.           | «Vuela, vuela» (Voyage, Voyage)                 | D. Dubois · J.M. Rivat Adapt: al español: Mikel Herzog                   | 4:21     |  |
| 2.           | «Déjame estar a tu lado»                        | Alfonso Sáinz                                                            | 4:09     |  |
| 3.           | «Adiós»                                         | Cristóbal Sansano · José M. Navarro                                      | 3:35     |  |
| 4.           | «Para siempre»                                  | Carlos Lara                                                              | 4:10     |  |
| 5.           | «Hey campeón»                                   | Mikel Herzog                                                             | 3:49     |  |
| 6.           | «Óyeme»                                         | Alfonso Sáinz                                                            | 3:46     |  |
| 7.           | «La puerta del colegio»                         | Mikel Herzog · Alberto Estébanez                                         | 3:58     |  |
| 8.           | «Mírame»                                        | C. Andino                                                                | 3:21     |  |
| 9.           | «Reza por mí» (Let It Be Me (Je T' Appartiens)) | G. Becaud · M. Curfis · P. Delanoe Adapt: al español: Luis Gómez-Escolar | 2:47     |  |
| 10.          | «Mira, mira, mira» (Yummy, Yummy)               | Arthur Resnick · Joey Levine Adapt: al español: Mikel Herzog             | 3:04     |  |
| 11.          | «Huy que llego tarde»                           | Mikel Herzog                                                             | 3:13     |  |
| 12.          | «Vuela, vuela» (Voyage, Voyage c:)              | D. Dubois · J.M. Rivat Remix: Pablo Flores                               | 7:12     |  |
| 40:09        |                                                 |                                                                          |          |  |

© MCMXCI. Sony Music Entertainment (México), S.A. de C.V.

## Integrantes
- Álex, Mauri, Alan, Charlie,  Elías